# اسلاتر (کلرادو)
اسلاتر (به انگلیسی: Slater) یک منطقهٔ مسکونی در ایالات متحده آمریکا است که در شهرستان موفات، کلرادو واقع شده‌است. اسلاتر ۲٬۳۶۳ متر بالاتر از سطح دریا واقع شده‌است.